# Подолівка (Амурська область)
Подолівка (рос. Подоловка) — село у Завітінському районі Амурської області Російської Федерації. Розташоване на території українського історичного та етнічного краю Зелений Клин.
Входить до складу муніципального утворення Куприянівська сільрада. Населення становить 172 особи (2018).

## Історія
З 20 жовтня 1932 село року ввійшло до складу новоутвореної Амурської області.
З 1 січня 2006 року органом місцевого самоврядкування є Куприянівська сільрада.

## Населення
| 2002 | 2010 | 2012 | 2013 | 2014 | 2015 | 2016 |
| ---- | ---- | ---- | ---- | ---- | ---- | ---- |
| 269  | ↘193 | ↘184 | ↘179 | ↗182 | ↗187 | ↘167 |
| 2017 | 2018 |      |      |      |      |      |
| ↗173 | ↘172 |      |      |      |      |      |